# Rhopalocarpus longipetiolatus
Rhopalocarpus longipetiolatus là một loài thực vật có hoa trong họ Sphaerosepalaceae. Loài này được Hemsl. miêu tả khoa học đầu tiên năm 1903.